# Philipp von Stosch

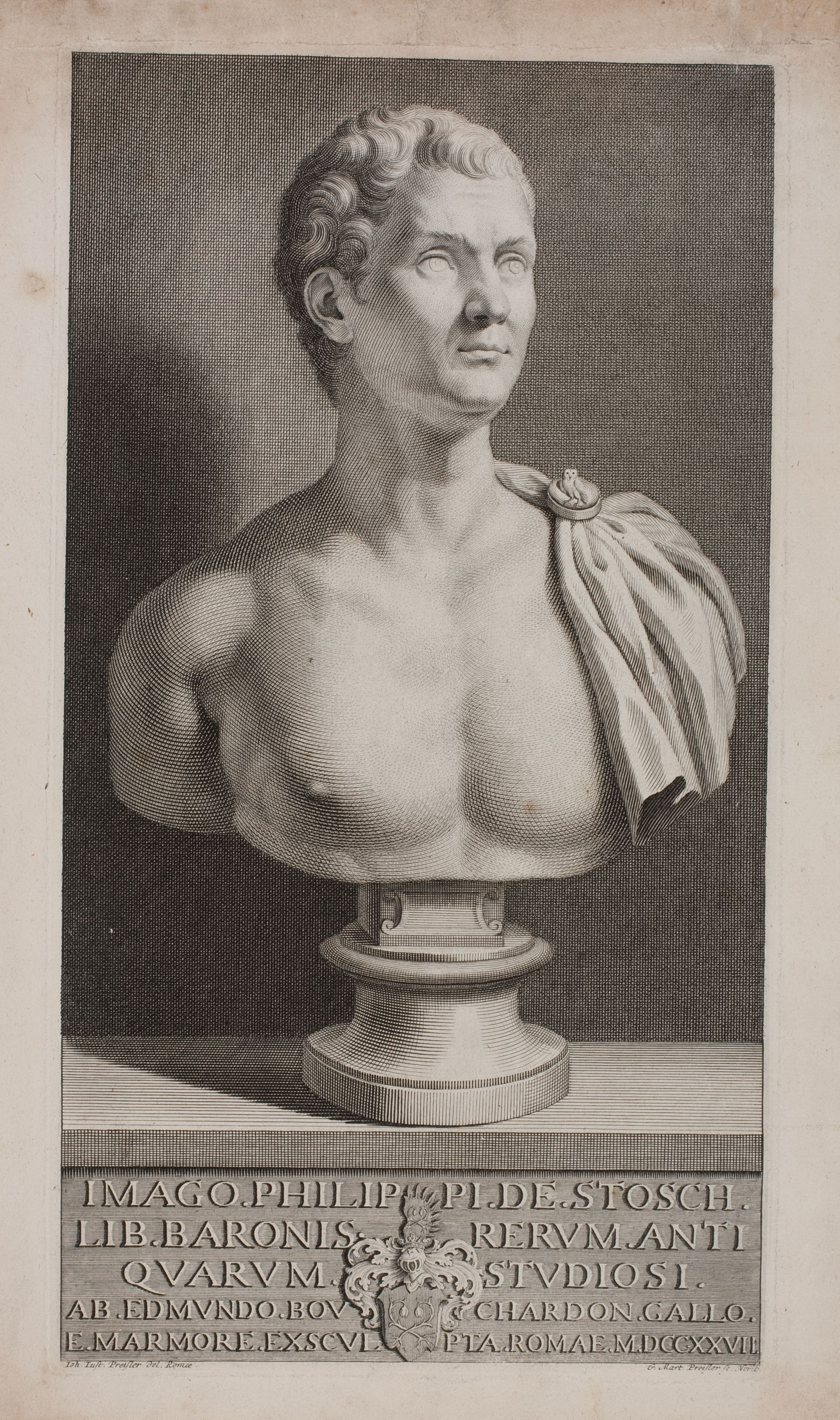
Philipp von Stosch, kopparstick av Georg Martin Preissler efter en teckning av Johann Justin Preissler, som avbildar en byst av Edmé Bouchardon, senast 1754.

Philipp von Stosch, född den 22 mars 1691 i Küstrin, död den 7 november 1757 i Florens, var en tysk baron och konstsamlare. 
von Stosch bedrev i sin ungdom teologiska och humanistiska studier.  Han levde därefter mestadels i Florens och Rom och ägde stora samlingar av kartor, kopparstick, teckningar, bronser, mynt, men framför allt av gemmer, över vilka Winckelmann 1760 upprättade en katalog. En del av dessa konstföremål inköptes av Fredrik II av Preussen; teckningarna hamnade i kejserliga biblioteket i Wien. Ett bildverk över en del av von Stoschs gemmer ("Dactyliotheca Stoschiana") utgavs 1795-1805 av Schlichtegroll. Justi utgav Briefe des barons Philipp von Stosch (1872).
von Stoschs grav ligger på den gamla engelska begravningsplatsen i Livorno.